# Phytolacca dioica
Phytolacca dioica är en kermesbärsväxtart som beskrevs av Carl von Linné. Phytolacca dioica ingår i släktet kermesbärsläktet, och familjen kermesbärsväxter. Inga underarter finns listade i Catalogue of Life.

## Bildgalleri

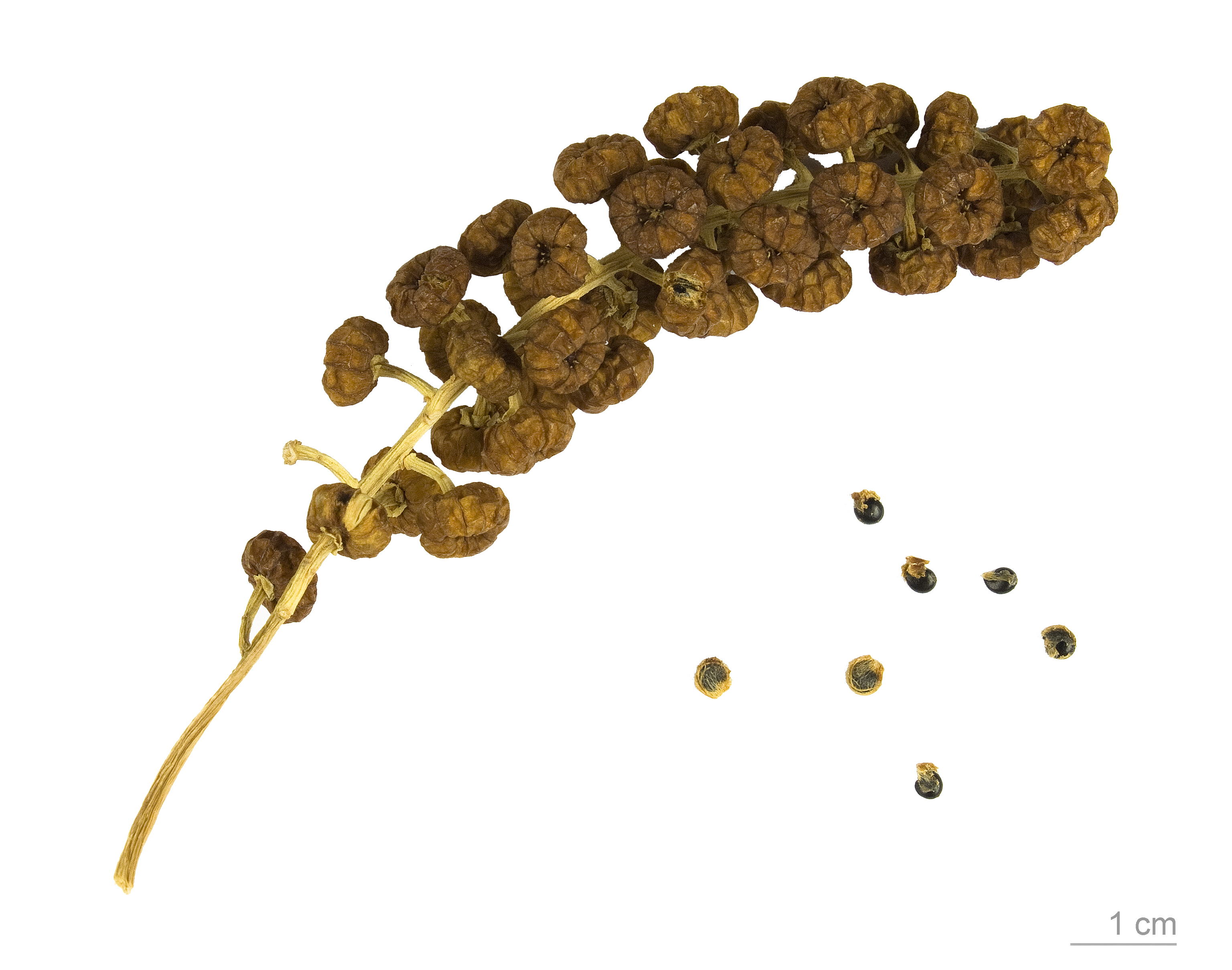
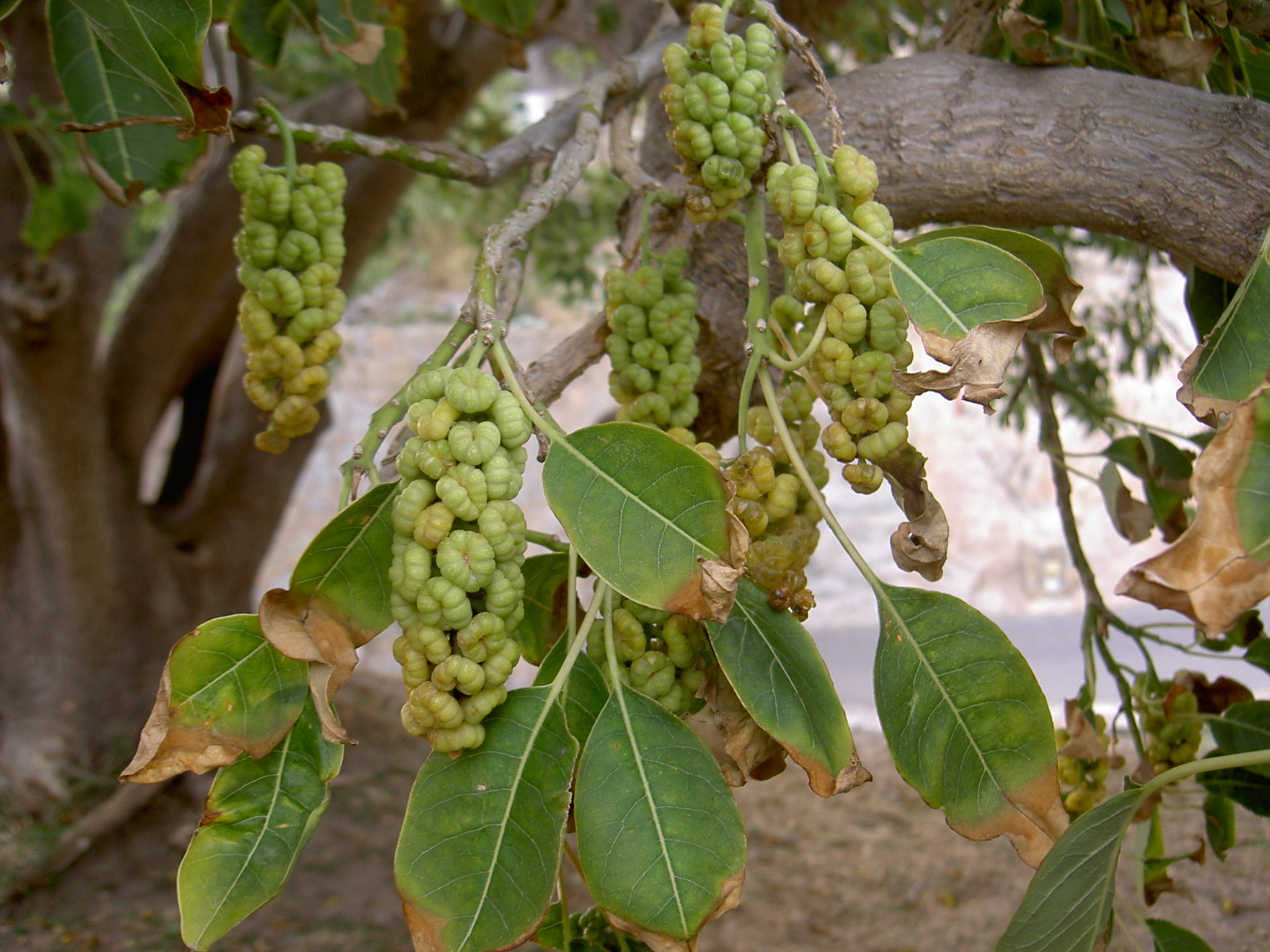
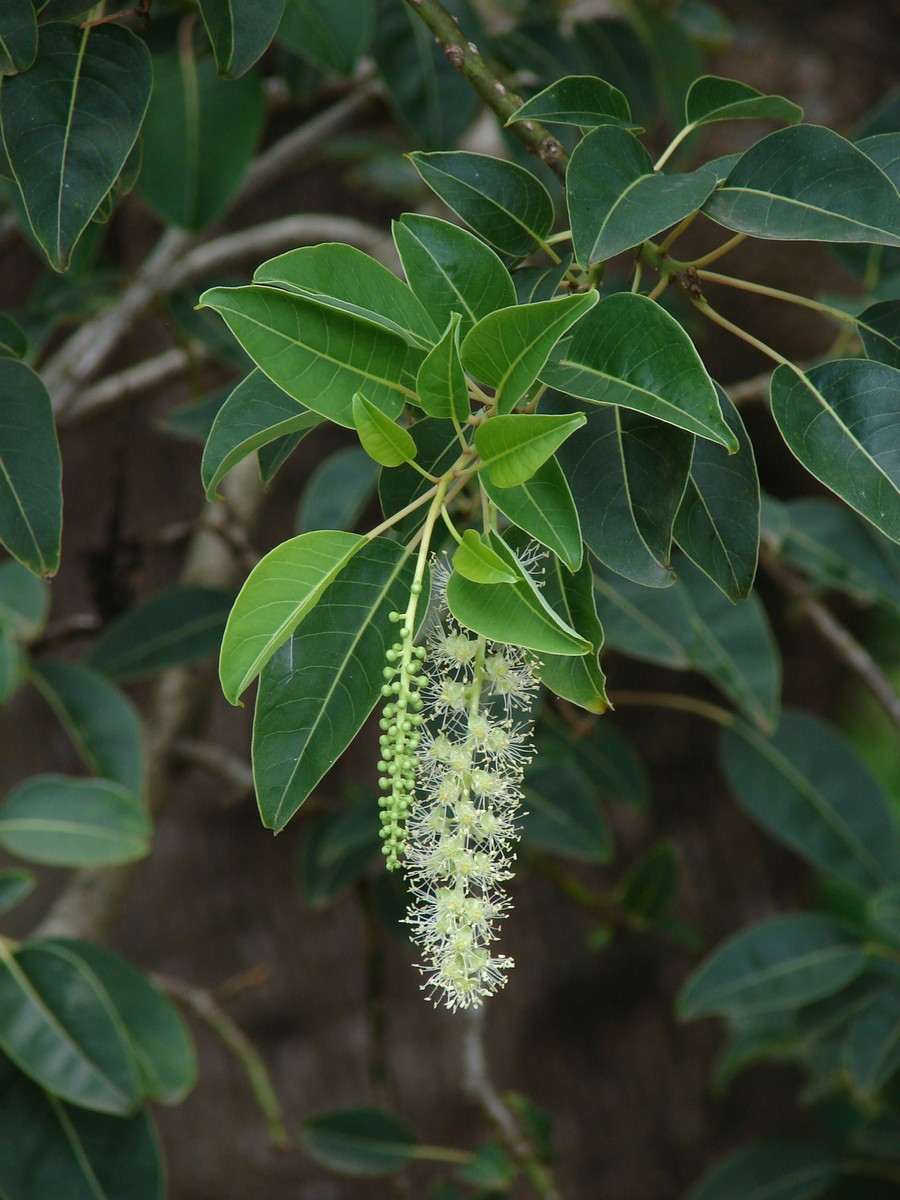
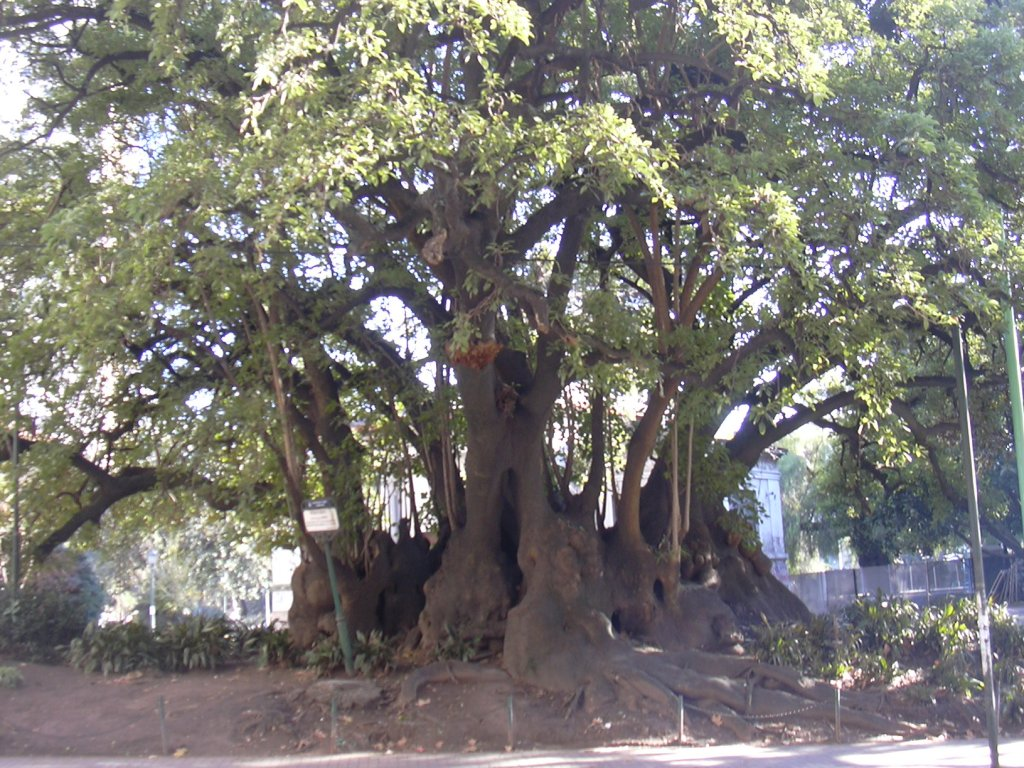
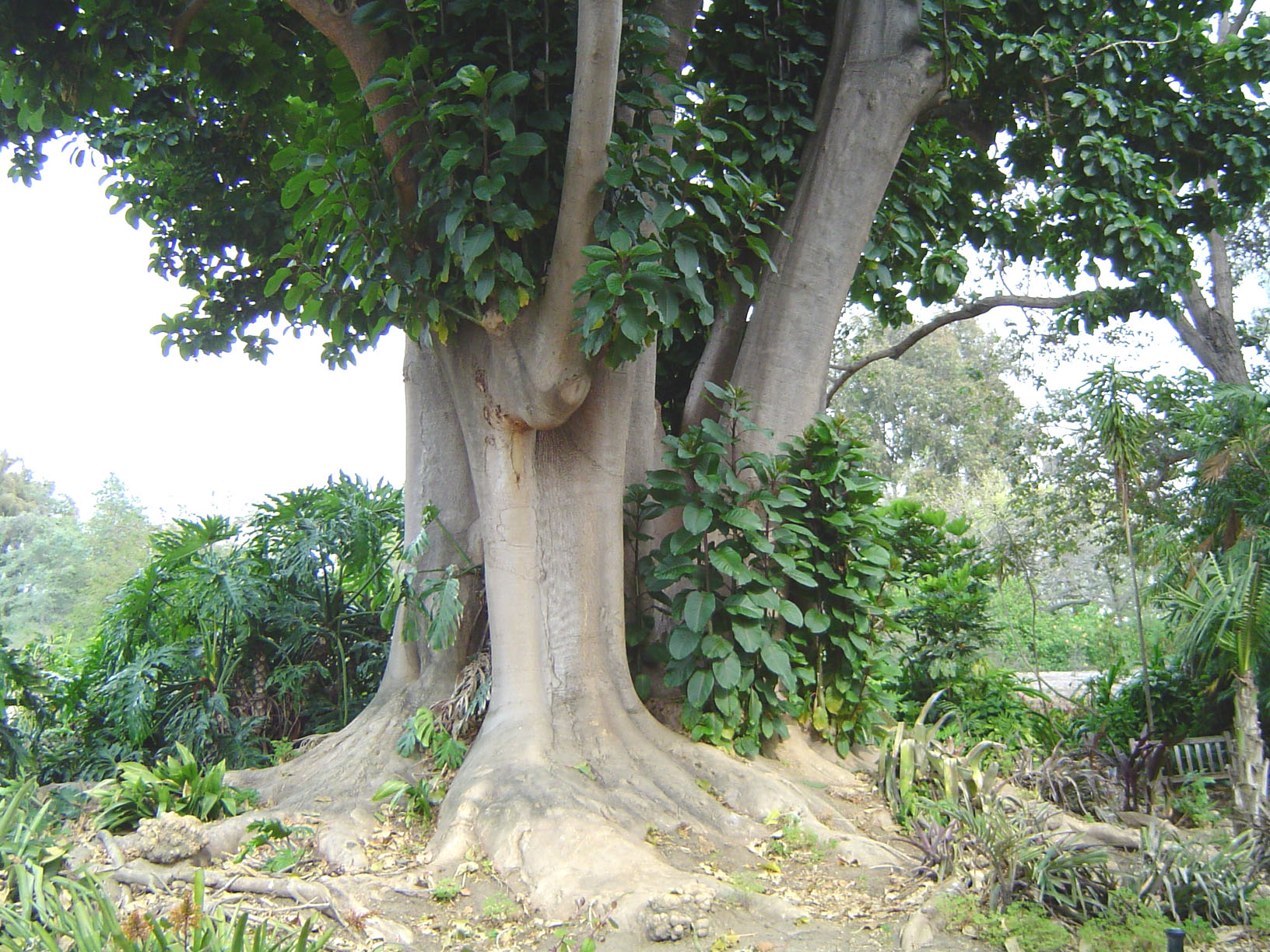
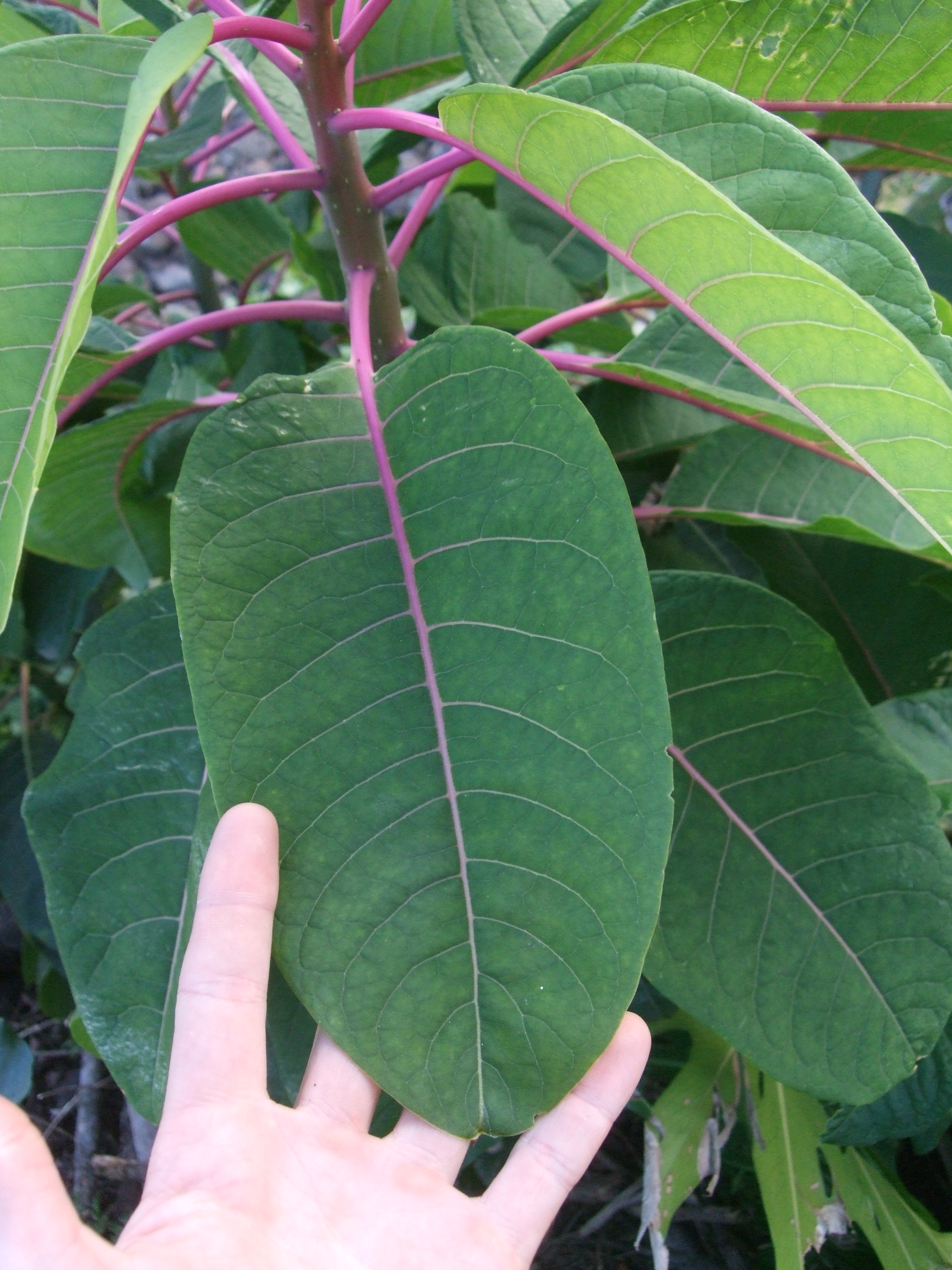